# Cupuán
Cupuán är en ort i Mexiko.   Den ligger i kommunen Zirándaro och delstaten Guerrero, i den södra delen av landet, 260 km väster om huvudstaden Mexico City. Cupuán ligger 371 meter över havet och antalet invånare är 269.
Terrängen runt Cupuán är kuperad. Runt Cupuán är det glesbefolkat, med 11 invånare per kvadratkilometer. Närmaste större samhälle är La Quetzería, 17,4 km norr om Cupuán. I omgivningarna runt Cupuán växer huvudsakligen savannskog.